# Platyrhabdus inflatus
Platyrhabdus inflatus är en stekelart som först beskrevs av Thomson 1884.  Platyrhabdus inflatus ingår i släktet Platyrhabdus och familjen brokparasitsteklar. Arten är reproducerande i Sverige. Inga underarter finns listade i Catalogue of Life.